# Kepler-445b
Kepler-445b es el primer exoplaneta descubierto en el sistema Kepler-445, en la constelación de Cygnus, a 293,5 años luz de la Tierra. Su hallazgo se publicó en 2015, después de que el Telescopio Espacial Kepler detectase varios tránsitos del objeto frente a su estrella. Su radio, de 1,58 R⊕, está casi en el límite exacto establecido por los expertos que marca la separación entre los cuerpos terrestres de los gaseosos. Por tanto, puede ser un planeta telúrico o un minineptuno.
Los dos otros exoplanetas encontrados alrededor de la estrella Kepler-445 son Kepler-445c y Kepler-445d. Los tres tienen órbitas próximas a la diminuta estrella y, por tanto, es probable que sus temperaturas sean muy altas.

## Características
Kepler-445 es una enana roja de tipo M4V, con una masa de 0,18 M☉ y un radio de 0,21 R☉. Su metalicidad (0,27) es parecida a la del Sol aunque algo mayor, lo que indica una relativa abundancia de elementos pesados (es decir, todos excepto el hidrógeno y el helio). Partiendo de que el límite de acoplamiento de marea de las estrellas de esta clase suele rebasar el confín externo zona habitable y que ninguno de los exoplanetas encontrados en el sistema supera su borde interno, es muy probable que la rotación de cada uno de ellos esté sincronizada con sus órbitas y que, por tanto, cuenten con un hemisferio diurno y otro nocturno. La distancia entre Kepler-445b y su estrella es de 0,02 UA o unos tres millones de kilómetros según el PHL, 50 veces menos que la distancia entre la Tierra del Sol.
El radio del exoplaneta es de 1,58 R⊕, casi en el límite de 1,6 R⊕ que separa a los planetas telúricos de los de tipo minineptuno. El objeto también ha sido confirmado por velocidad radial, lo que ha permitido fijar su masa en unas 6,36 M⊕, lo que supondría una gravedad un 155 % mayor que la terrestre. El Laboratorio de Habitabilidad Planetaria de la UPRA, considerando la densidad del objeto, ha asignado un HZC de -0,51. Así pues, la concentración de metales de Kepler-445b parece ser mucho mayor que la terrestre.
La temperatura de equilibrio de Kepler-445b, calculada a partir de su localización en el sistema y la luminosidad de su estrella, es de 148,35 °C. Si su atmósfera y albedo son similares a los de la Tierra, su temperatura media superficial sería de unos 192 °C. Sin embargo, es probable que por la proximidad respecto a su estrella, la consecuente pérdida de agua, el anclaje por marea y la mayor actividad volcánica —a consecuencia de su masa y ubicación en el sistema—; sufra un efecto invernadero descontrolado que aumente significativamente sus temperaturas. En Venus, que proporcionalmente orbita a una distancia muy superior a la de Kepler-445b, la diferencia entre la temperatura de equilibrio y la temperatura media en la superficie es de casi 500 °C.

## Sistema
Kepler-445b es el primer exoplaneta confirmado en el sistema Kepler-445. Poco después se descubrieron Kepler-445c y Kepler-445d. Todos orbitan a distancias muy próximas entre sí y respecto a su estrella. Kepler-445b completa una órbita alrededor de su astro cada 2,98 días, Kepler-445c cada 4,87 y Kepler-445d cada 8,15. Durante la distancia mínima de intersección orbital, la separación entre Kepler-445b y Kepler-445c llega a ser de entre uno y dos millones de kilómetros, unas cuatro veces más que la distancia entre la Tierra y la Luna.